# 31 май
31 май е 151-вият ден в годината според григорианския календар (152-ри през високосна). Остават 214 дни до края на годината.

## Събития
- 1815 г. – Провъзгласено е създаването на Кралство Нидерландия, което включва и днешна Белгия.
- 1876 г. – Априлското въстание: Четата на Христо Ботев изчаква в района на връх Веслец подкрепление от околните села; след като се разбира, че въстанието в Трети революционен окръг е осуетено, четата се насочва към Врачанската планина.
- 1894 г. – Приключва мандата на Стефан Стамболов като министър-председател на България, за премиер е избран Константин Стоилов.
- 1895 г. – Основан е чешкият футболен отбор СК Славия.
- 1902 г. – Слага се край на Англо-бурската война.
- 1902 г. – В Санкт Петербург е подписана тайна българо-руска военна концепция.
- 1903 г. – Четите на Пандо Кляшев и Васил Чекаларов водят сражение при Локвата и Виняри.
- 1910 г. – Създаден е Южноафриканският съюз.
- 1911 г. – Президентът на Мексико Порфирио Диас напуска страната след избухването на Мексиканската революция.
- 1924 г. – СССР подписва споразумение с Пекин, според което Вътрешна Монголия е „неделима част от Република Китай“ и чийто суверенитет СССР обещава да уважава.
- 1927 г. – Последният автомобил Ford Model T излиза от конвейера – той е 15 007 003-тият екземпляр на модела.
- 1942 г. – Втората световна война: Луфтвафе бомбардира английския град Ковънтри.
- 1946 г. – Основан е АНТК Антонов.
- 1946 г. – Летище Хийтроу край Лондон е отворено за граждански цели.
- 1952 г. – Дуайт Айзенхауер се отказва от активна служба в Армията на САЩ.
- 1961 г. – Установени са дипломатически отношения между Народна република България и Република Гана.
- 1961 г. – Създадена е Южноафриканската република.
- 1962 г. – Конфедерацията Западна Индия се разпада.
- 1969 г. – Създава се Национален комитет за европейска сигурност и сътрудничество.
- 1970 г. – Земетресение с магнитуд 7,5 по скалата на Рихтер разтърсва Перу.
- 1973 г. – Полет 440 на „Индиан Еърлайнс“ катастрофира близо до международното летище Палам в Делхи, Индия и убива 48 души.
- 1974 г. – Сирия и Израел подписват споразумение за слагане на края на Йомкипурската война.
- 1977 г. – Завършен е нефтопровода Трансаляска.
- 1985 г. – 41 торнада поразяват Охайо, Пенсилвания, Ню Йорк и Онтарио, като жертвите са 76 души.
- 1986 г. – В НДК се провежда голям концерт на оперния певец Никола Гюзелев по повод на 50-годишния му юбилей.
- 1996 г. – България отправя молба за членство в Централноевропейското споразумение за зона за свободна търговия (ЦЕФТА).
- 1996 г. – Във Виена България, заедно с Албания, Беларус и Украйна, е приета за член на Централноевропейската инициатива (ЦЕИ).
- 2000 г. – За последен път се излъчва телевизионният канал на БНТ Ефир 2.
- 2001 г. – За химн на Българската армия официално е обявен маршът Велик е нашият войник.
- 2002 г. – Започва Световно първенство по футбол 2002 в Япония и Южна Корея.
- 2003 г. – Самолетът на Ер Франс Конкорд извършва последния полет на този модел.
- 2003 г. – Терористът Ерик Рудолф е заловен в Мърфи.
- 2004 г. – Грешка по време на рутинно софтуерно обновяване в Канадската кралска банка става причина за тридневно объркване на 10 милиона салда.

## Родени
- 1469 г. – Мануел I, крал на Португалия († 1521 г.)
- 1557 г. – Фьодор I, цар на Русия († 1598 г.)
- 1656 г. – Марен Маре, френски придворен композитор († 1728 г.)
- 1773 г. – Лудвиг Тик, германски поет († 1853 г.)
- 1817 г. – Георг Хервег, германски поет († 1875 г.)
- 1819 г. – Уолт Уитман, американски поет († 1892 г.)
- 1857 г. – Пий XI, римски папа († 1939 г.)
- 1866 г. – Кръстьо Кръстев, български литературен критик и писател († 1919 г.)
- 1872 г. – Чарлз Грийли Абът, американски астрофизик († 1973 г.)
- 1881 г. – Стефан Баджов, български художник († 1953 г.)
- 1887 г. – Сен-Джон Перс, френски поет, Нобелов лауреат († 1975 г.)
- 1890 г. – Петко Стайнов, български юрист († 1972 г.)
- 1898 г. – Грегор Щрасер, германски политик († 1934 г.)
- 1899 г. – Леонид Леонов, руски писател († 1994 г.)
- 1903 г. – Маньо Стоянов, български литературовед, историк, библиограф († 1986 г.)
- 1911 г. – Морис Але, френски икономист, носител на Нобелова награда († 2010 г.)
- 1917 г. – Жан Руш, френски режисьор и антрополог († 2004 г.)
- 1922 г. – Денъм Елиът, британски актьор († 1992 г.)
- 1923 г. – Рение III, принц на Монако (1949 – 2005) († 2005 г.)
- 1930 г. – Клинт Истууд, американски актьор и режисьор
- 1931 г. – Джон Робърт Шрифър, американски физик и Нобелов лауреат († 2019 г.)
- 1931 г. – Хуан Карлос Копес, аржентински хореограф († 2021 г.)
- 1938 г. – Джон Прескът, британски политик
- 1945 г. – Райнер Вернер Фасбиндер, немски кинорежисьор († 1982 г.)
- 1947 г. – Васил Сотиров, български писател
- 1947 г. – Вълко Ценов, български скулптор
- 1948 г. – Джон Бонъм, британски барабанист († 1980 г.)
- 1956 г. – Николай Сотиров, български актьор
- 1957 г. – Габриел Барили, австрийски писател, актьор и режисьор
- 1958 г. – Бойко Клечков, български политик и икономист
- 1960 г. – Крис Елиът, американски актьор
- 1962 г. – Бьорг Оусланд, норвежки изследовател
- 1963 г. – Виктор Орбан, унгарски политик и министър-председател
- 1965 г. – Брук Шийлдс, американска актриса
- 1967 г. – Сандрин Бонер, френска актриса
- 1968 г. – Джон Конъли, ирландски писател
- 1976 г. – Колин Фарел, ирландски актьор
- 1977 г. – Симеон Аспарухов, български поет
- 1978 г. – Даниел Беконо, камерунски футболист
- 1984 г. – Йордан Кънев, български тенисист
- 1989 г. 
  - Марко Ройс, германски футболист
  - Пабло Алборан, испански певец и автор на песни

## Починали
- 1015 г. – Ернст I, херцог на Швабия (* ок. 994 г.)
- 1162 г. – Геза II, крал на Унгария (* 1130 г.)
- 1594 г. – Якопо Тинторето, италиански художник, маниерист (* 1518 г.)
- 1740 г. – Фридрих Вилхелм I, крал на Прусия (* 1688 г.)
- 1809 г. – Жан Лан, френски офицер (* 1769 г.)
- 1809 г. – Йозеф Хайдн, австрийски композитор (* 1732 г.)
- 1832 г. – Еварист Галоа, френски математик (* 1811 г.)
- 1888 г. – Виктор Нишки, български духовник (* 1783 г.)
- 1910 г. – Елизабет Блекуел, британско-американска лекарка (* 1821 г.)
- 1911 г. – Блаже Кръстев, български революционер (* 1873 г.)
- 1952 г. – Стефан Македонски, български оперен певец (* 1885 г.)
- 1962 г. – Адолф Айхман, нацистки офицер (* 1906 г.)
- 1976 г. – Жак Моно, френски биолог и биохимик, Нобелов лауреат през 1965 г. (* 1910 г.)
- 1983 г. – Джак Демпси, американски боксьор (* 1895 г.)
- 1986 г. – Джеймс Рейнуотър, американски физик, Нобелов лауреат (* 1917 г.)
- 1990 г. – Васил Попов, български математик, член-кореспондент на БАН (* 1942 г.)
- 1996 г. – Тимъти Лири, американски психолог, автор на книги (* 1920 г.)
- 2003 г. – Франческо Коласуоно, италиански духовник (* 1925 г.)
- 2005 г. – Любомир Георгиев, български виолончелист и композитор (* 1951 г.)
- 2006 г. – Минчо Семов, български учен (* 1935 г.)
- 2006 г. – Реймънд Дейвис, американски физик, Нобелов лауреат (* 1914 г.)
- 2013 г. – Владимир Гоев, български художник (* 1925 г.)
- 2014 г. – Таня Масалитинова, българска актриса (* 1921 г.)

## Празници
- Световен ден без тютюнопушене